# Annette Ngo Ndom
Annette Flore Ngo Ndom (* 2. Juni 1985 in Ndom, Littoral) ist eine kamerunische Fußballnationalspielerin.

## Karriere

### Verein
Ngo Ndom startete ihre Karriere mit St John Kumba. Sie durchlief sämtliche Jugendmannschaften bei St John Kumba, bevor sie 2005 zum AS Génie de Douala ging. Ngo Ndom spielte drei Jahre für den Génie, bevor sie 2008 zum Louves Minproff de Yaoundé ging. Nach guter Leistung in der Nationalmannschaft, wechselte sie im Sommer 2013 zum slowakischen Erstligisten FC Union Nové Zámky. Ngo Ndom spielte für ihren slowakischen Verein in der UEFA-Women’s-Champions-League-Qualifikation und holte mit dem Verein ein Unentschieden, einen Sieg und eine Niederlage.

### Nationalmannschaft
Ngo Ndom spielte für die Kamerunische Fußballnationalmannschaft der Frauen das Fußballturnier der Olympischen Sommerspiele 2012 in London.